# Aeropuerto Internacional de Chengdu-Shuangliu

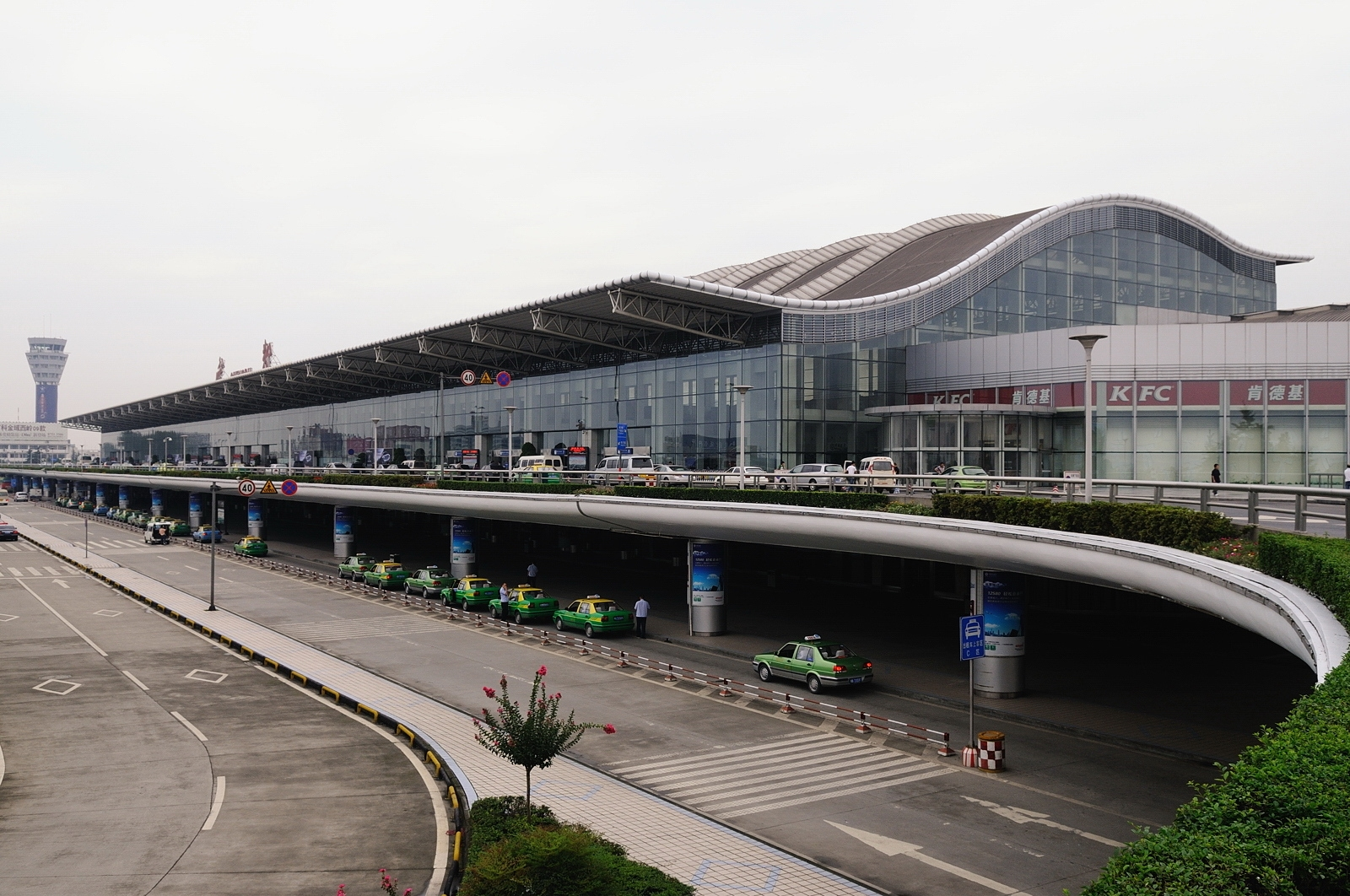
Vista de la terminal de pasajeros.

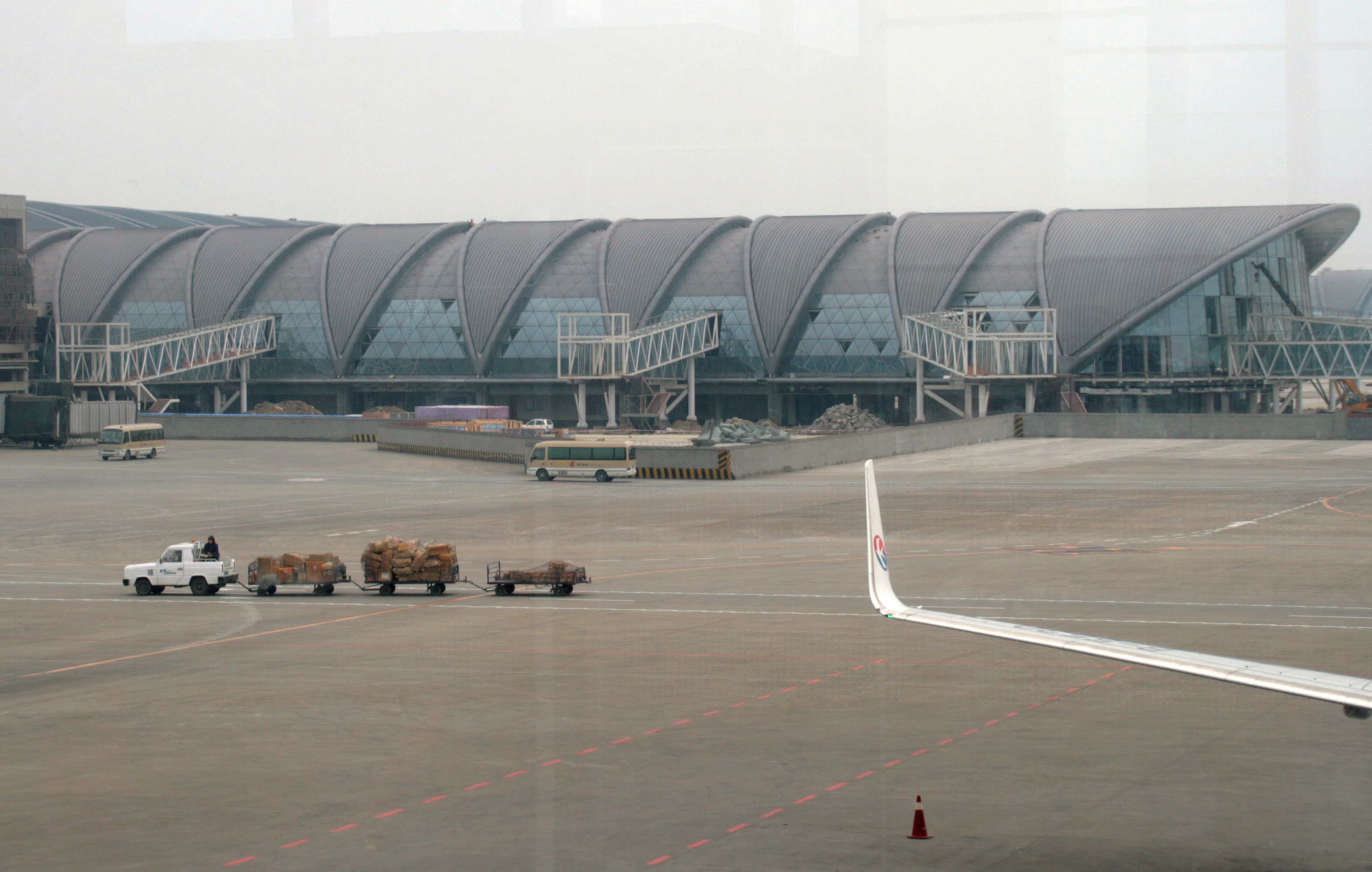

El Aeropuerto internacional Chengdu-Shuangliu (chino tradicional: 成都雙流國際機場, chino simplificado: 成都双流国际机场) (IATA: CTU, OACI: ZUUU) es el aeropuerto principal de la ciudad-subprovincia de Chengdu. Está ubicado en el distrito de Shuangliu a 16 kilómetros del centro de Chengdu, en la provincia de Sichuan, en la República Popular China.
Por este aeropuerto pasaron, en 2011, un total de 29 073 719 pasajeros, convirtiéndose en el quinto aeropuerto más utilizado en la parte continental de China. Ocupa el quinto puesto en términos de tráfico de carga. Es eje de transporte y carga para las aerolíneas locales de Air China, Chengdu Airlines y Sichuan Airlines. El 12 de mayo de 2008, el aeropuerto fue cerrado temporalmente después de sufrir algunos daños por el terremoto de Sichuan, pero rápidamente se volvió a abrir al día siguiente después de una inspección de la pista.

## Historia
El aeropuerto Shuangliu, antes llamado Shuangguisi, fue inaugurado con propósitos militares en 1938, durante la segunda guerra sino-japonesa y la Segunda Guerra Mundial. Poseía una superficie solo para naves pequeñas. Durante la Segunda Guerra Mundial, el aeropuerto era conocido como Shwangliu, y fue utilizado por el Ejército de los Estados Unidos. El 12 de diciembre de 1956 se inició como aeropuerto civil, y luego fue rebautizada como Chengdu Shuangliu.
Entre 1994 y 2001 se llevó a cabo una gran ampliación del área de vuelo y navegación. La pista se amplió a 3600 metros (11 811 pies) con clasificación de Clase 4E, lo que permitió el acceso de jumbos más grandes, como el Boeing 747-400. La nueva terminal, con un diseño de tres pórticos paralelos, tenía una capacidad de 3500 pasajeros por hora en horas punta, mientras que la anterior solo estaba destinada a vuelos regionales dentro de Sichuan y Chongqing.
El aeropuerto es ahora un aeropuerto civil internacional con vuelos a más de 50 destinos internacionales y más de 170 aeropuertos nacionales, y es un centro de conexiones para Chengdu Airlines , Air China y Sichuan Airlines. Está conectado al centro de Chengdu mediante la autopista del aeropuerto, el ferrocarril interurbano Chengdu-Mianyang-Leshan y la recién construida línea 10 del metro de Chengdu, con estaciones en ambas terminales. KLM inauguró la primera ruta aérea intercontinental de Chengdu a Ámsterdam el 28 de mayo de 2006.
La construcción de su segunda pista comenzó a finales de 2008, y el servicio comenzó en diciembre de 2009. La nueva pista terminada, de 3.600 metros (11.811 pies) de largo y 60 metros (197 pies) de ancho, mejoró la calificación anterior del área de vuelo de 4E a 4F, capaz de manejar el Airbus A380 . 
El 9 de junio de 2014, United Airlines comenzó a operar un servicio sin escalas de San Francisco a Chengdu, conectando el centro de China con los Estados Unidos sin escalas por primera vez.  Desde entonces, el servicio a los EE. UU. se ha expandido, ya que Hainan Airlines ahora ofrece un servicio sin escalas de Chengdu a Los Ángeles  y comenzó un servicio sin escalas a Nueva York-JFK en octubre de 2017. 

Con la apertura del Aeropuerto Internacional de Chengdu Tianfu el 27 de junio de 2021,  está previsto que la mayoría de las rutas internacionales y de carga se trasladen del Aeropuerto de Shuangliu, que en el futuro operará principalmente vuelos nacionales. 

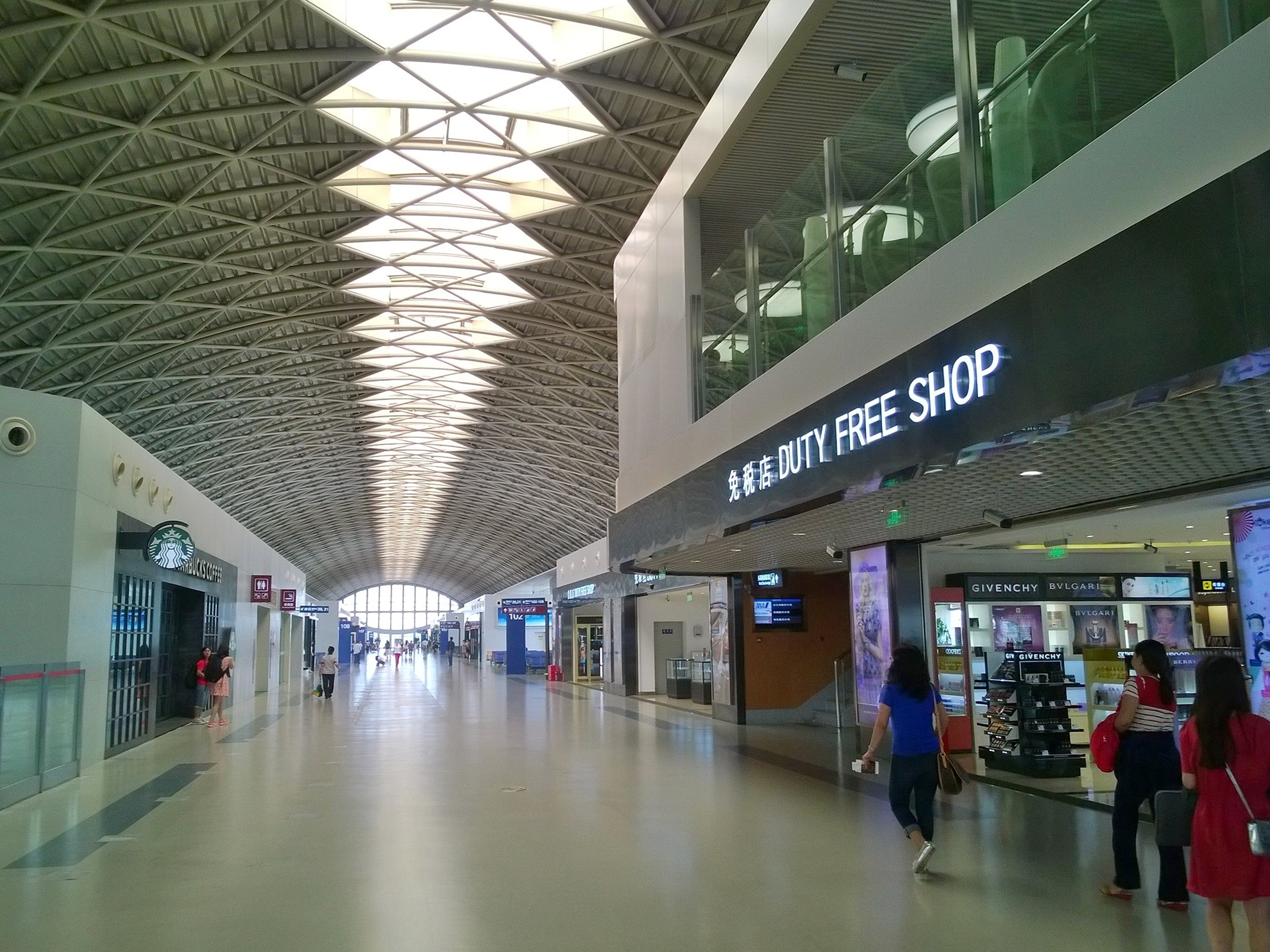
CTU T1 International
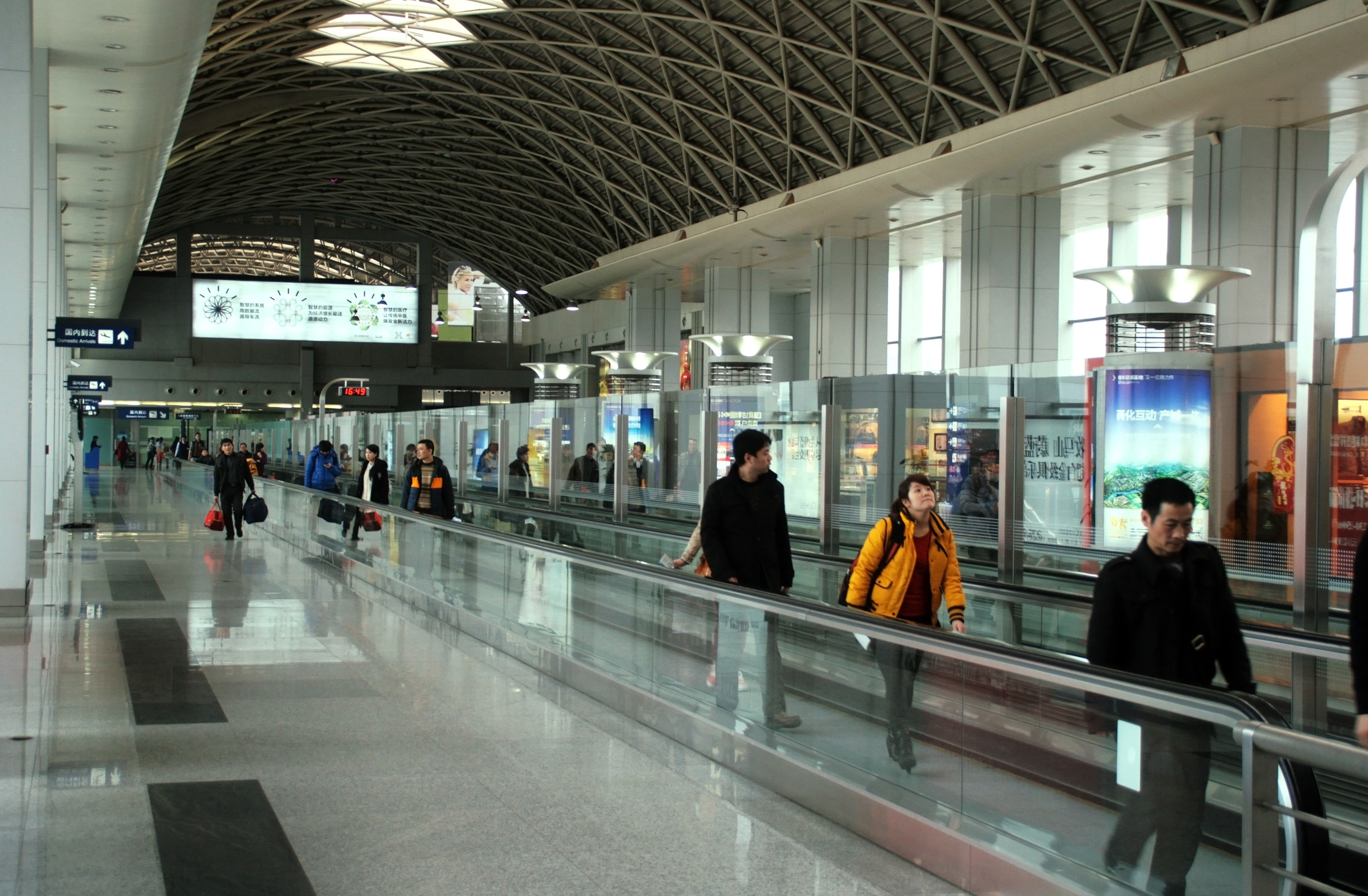
Terminal 2 Chengdu Shuangliu Int'l Airport
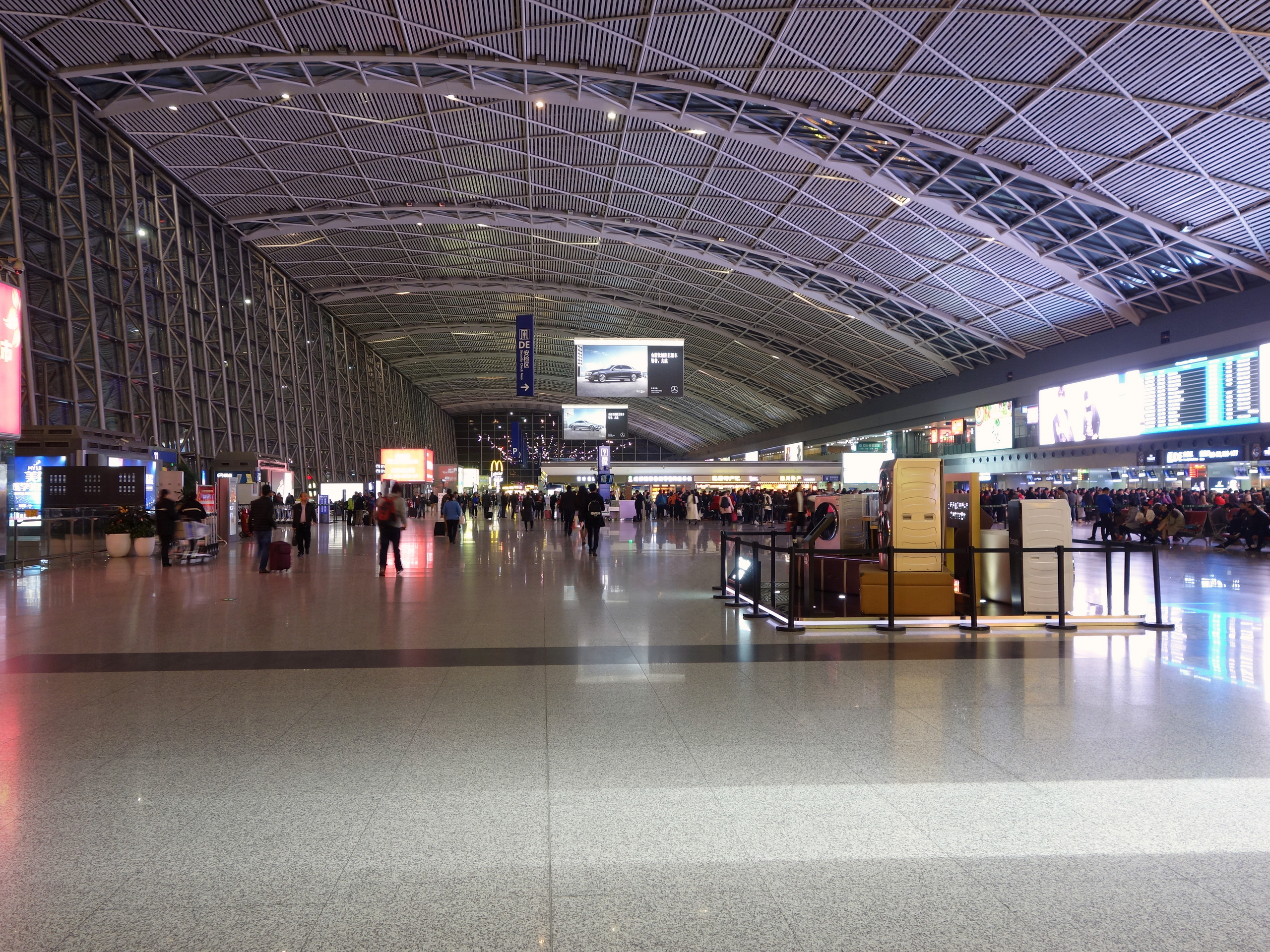
Terminal 2 of Chengdu Shuangliu Int'l Airport
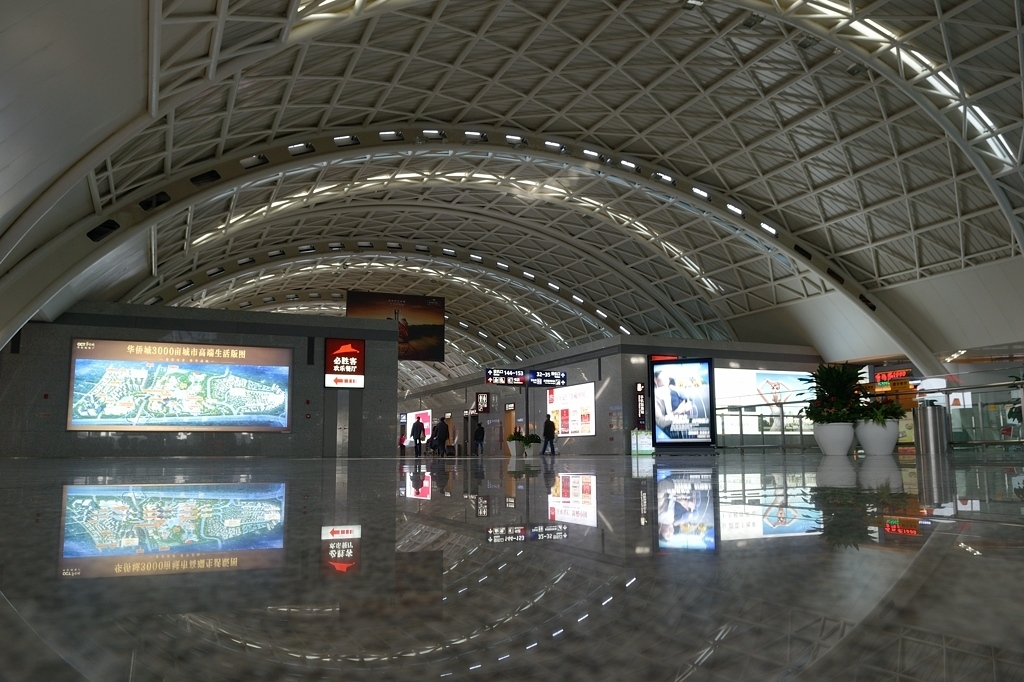
Terminal 2 concourse of Chengdu Shuangliu Int'l Airport

## Aerolíneas y destinos

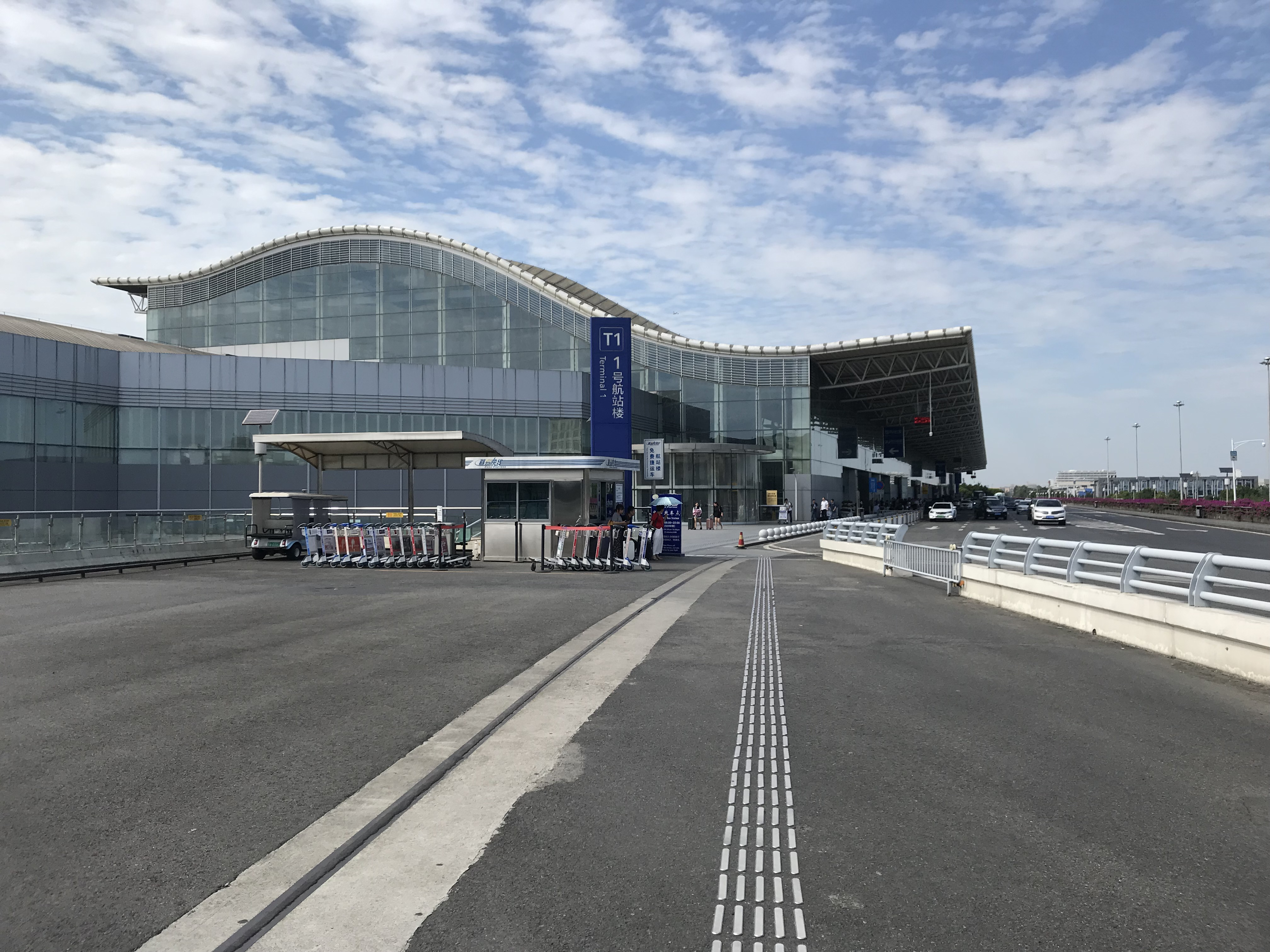
Terminal 1

### Vuelos nacionales
| Aerolíneas                                                             | Destinos |
| ---------------------------------------------------------------------- | --- |
| Air China                                                              | Changchun, Changsha, Changzhi, Changzhou, Dalian, Fuzhou, Cantón, Guilin, Guiyang, Haikou, Hangzhou, Harbin, Hefei, Hohhot, Jinan, Jieyang, Jiuzhaigou, Korla, Kunming, Lanzhou, Lhasa, Lijiang, Nanchang, Nankín, Nanning, Ningbo, Nyingchi, Pekín-Capital, Qamdo, Qingdao, Sanya, Shanghai-Pudong, Shenyang, Shenzhen, Shigatse, Taiyuan, Tianjin, Urumqi, Wenzhou, Wuhan, Xiamen, Xi'an, Xichang, Xining, Yinchuan, Yuncheng, Zhangjiajie |
| Hainan Airlines                                                        | Changsha, Haikou, Jiuzhaigou, Ningbo, Pekín-Capital, Shenzhen, Urumqi, Xi'an |
| Okay Airways                                                           | Tianjin |
| 2                                                                      | Shandong Airlines |
| Guilin, Jinan, Jingdezhen, Qingdao, Xiamen, Yantai                     | 2 |
| Shanghai Airlines                                                      | Huangshan, Shanghái-Hongqiao |
| 2                                                                      | Shenzhen Airlines |
| Guangzhou, Hohhot, Nanchang, Nankín, Nanning, Shenyang, Shenzhán, Wuxi | 2 |
| Sichuan Airlines                                                       | Pekín-Capital, Changchun, Changsha, Chifeng, Dalian, Dehong/Mangshi, Fuzhou, Ganzhou, Guangzhou, Guilin, Guiyang, Haikou, Hangzhou, Harbin, Hefei, Ho Chi Minh City, Hohhot, Hong Kong, Jiayuguan, Jinan, Jingdezhen, Jinghong/Xishuangbanna, Jiujiang, Jiuzhaigou, Kashgar, Kunming, Lanzhou, Lhasa, Lijiang, Linyi, Nanchang, Nankín, Nanning, Nantong, Ningbo, Ordos, Phuket, Qingdao, Quanzhou, Saipán, Sanya, Shanghái-Pudong, Shenzhen, Shenyang, Shijiazhuang, Seúl-Incheon, Taichung, Taipéi-Songshan, Taiyuan, Tianjin, Urumqi, Vancouver, Wenzhou, Wuhan, Wuxi, Xiamen, Xi'an, Xichang, Xining, Xuzhou, Yichang, Yinchuan, Zhengzhou, Zhoushan |
| Tibet Airlines                                                         | Hangzhou, Nyingchi, Lhasa, Xining |
| Xiamen Airlines                                                        | Changsha, Fuzhou, Hangzhou, Nanchang, Quanzhou, Urumqi, Wuhan, Xiamen |

| Aerolíneas                | Destinos | Terminal |
| ------------------------- | --- | -------- |
| Air China                 | Karachi, Kathmandú | 1        |
| Air Macau                 | Macao | 1        |
| Beijing Capital Airlines  | Guangzhou, Lijiang, Sanya | 2        |
| Chengdu Airlines          | Beihai, Changsha, Fuzhou, Guangzhou, Guiyang, Hangzhou, Jinggangshan, Jinghong/Xishuangbanna, Jining, Jiuzhaigou, Kunming, Lianyungang, Lijiang, Liuzhou, Nankín, Sanya, Shanghái-Pudong, Shenyang, Shenzhén, Taizhou, Wenzhou, Wuhan, Xiamen, Xi'an | 2        |
| China Airlines            | Taipéi-Taoyuan | 1        |
| China Eastern Airlines    | Dali, Dalian, Diqing, Golmud, Hangzhou, Harbin, Hefei, Jinghong/Xishuangbanna, Jiuzhaigou, Jinan, Kangding, Kunming, Lanzhou, Lhasa, Lijiang, Nankín, Ningbo, Qingdao, Shanghái-Pudong, Shijiazhuang, Taiyuan, Wuhan, Wuxi, Xi'an | 2        |
| China Eastern Airlines    | Hiroshima | 1        |
| China Express Airlines    | Luoyang | 2        |
| China Southern Airlines   | Baotou, Pekín-Capital, Changchun, Changsha, Dalian, Daqing, Guangzhou, Guilin, Guiyang, Harbín, Jinan, Jieyang, Jiuzhaigou, Shenyang, Shenzhen, Urumqi, Wuhan, Xi'an, Yantai, Zhengzhou, Zhuhai | 2        |
| Dragonair                 | Hong Kong | 1        |
| Eastar Jet                | Charter : Jeju | 1        |
| Far Eastern Air Transport | Kaohsiung | 1        |
| Hebei Airlines            | Shijiazhuang | 2        |
| Hong Kong Airlines        | Hong Kong | 1        |
| Juneyao Airlines          | Shanghái-Hongqiao | 2        |
| Kunming Airlines          | Kunming | 2        |
| Lucky Air                 | Dalian, Kunming, Tengchong, Tianjin | 2        |
| Mega Maldives             | Malé | 1        |
| Okay Airways              | Tianjin | 2        |
| Shandong Airlines         | Guilin, Jinan, Jingdezhen, Qingdao, Xiamen, Yantai | 2        |
| Shanghai Airlines         | Huangshan, Shanghái-Hongqiao | 2        |
| Shenzhen Airlines         | Guangzhou, Hohhot, Nanchang, Nankín, Nanning, Shenyang, Shenzhán, Wuxi | 2        |
| Sichuan Airlines          | Pekín-Capital, Changchun, Changsha, Chifeng, Dalian, Dehong/Mangshi, Fuzhou, Ganzhou, Guangzhou, Guilin, Guiyang, Haikou, Hangzhou, Harbin, Hefei, Hohhot, Hong Kong, Jiayuguan, Jinan, Jingdezhen, Jinghong/Xishuangbanna, Jiujiang, Jiuzhaigou, Kashgar, Kunming, Lanzhou, Lhasa, Lijiang, Linyi, Nanchang, Nankín, Nanning, Nantong, Ningbo, Ordos, Phuket, Qingdao, Quanzhou, Saipán, Sanya, Shanghái-Pudong, Shenzhen, Shenyang, Shijiazhuang, Taichung, Taipéi-Songshan, Taiyuan, Tianjin, Urumqi, Wenzhou, Wuhan, Wuxi, Xiamen, Xi'an, Xichang, Xining, Xuzhou, Yichang, Yinchuan, Zhengzhou, Zhoushan | 1        |
| Spring Airlines           | Shanghái-Hongqiao, Shijiazhuang | 2        |

## Carga
| Aerolíneas                | Destinos                                                                           |
| ------------------------- | ---------------------------------------------------------------------------------- |
| Air China Cargo           | Shanghái Pudong                                                                    |
| AirBridgeCargo Airlines   | Zhengzhou                                                                          |
| Cathay Pacific Cargo      | Hong Kong, Shanghái Pudong                                                         |
| China Postal Airlines     | Nankín                                                                             |
| FedEx Express             | Anchorage, Delhi, Guangzhou                                                        |
| Korean Air Cargo          | Seúl-Incheon, Madrás                                                               |
| SF Airlines               | Shenzhen Bao'an                                                                    |
| Shenzhen Donghai Airlines | Hong Kong, Shenzhen Bao'an                                                         |
| UPS Airlines              | Almaty, Colonia/Bonn, Seúl-Incheon, Shanghái Pudong, Varsovia                      |
| Yangtze River Express     | Hong Kong, Luxemburgo, París Vatry, Praga Ruzyně, Shanghái Pudong, Shenzhen Bao'an |

## Estadísticas

El aeropuerto está conectado via Intercity y CRH

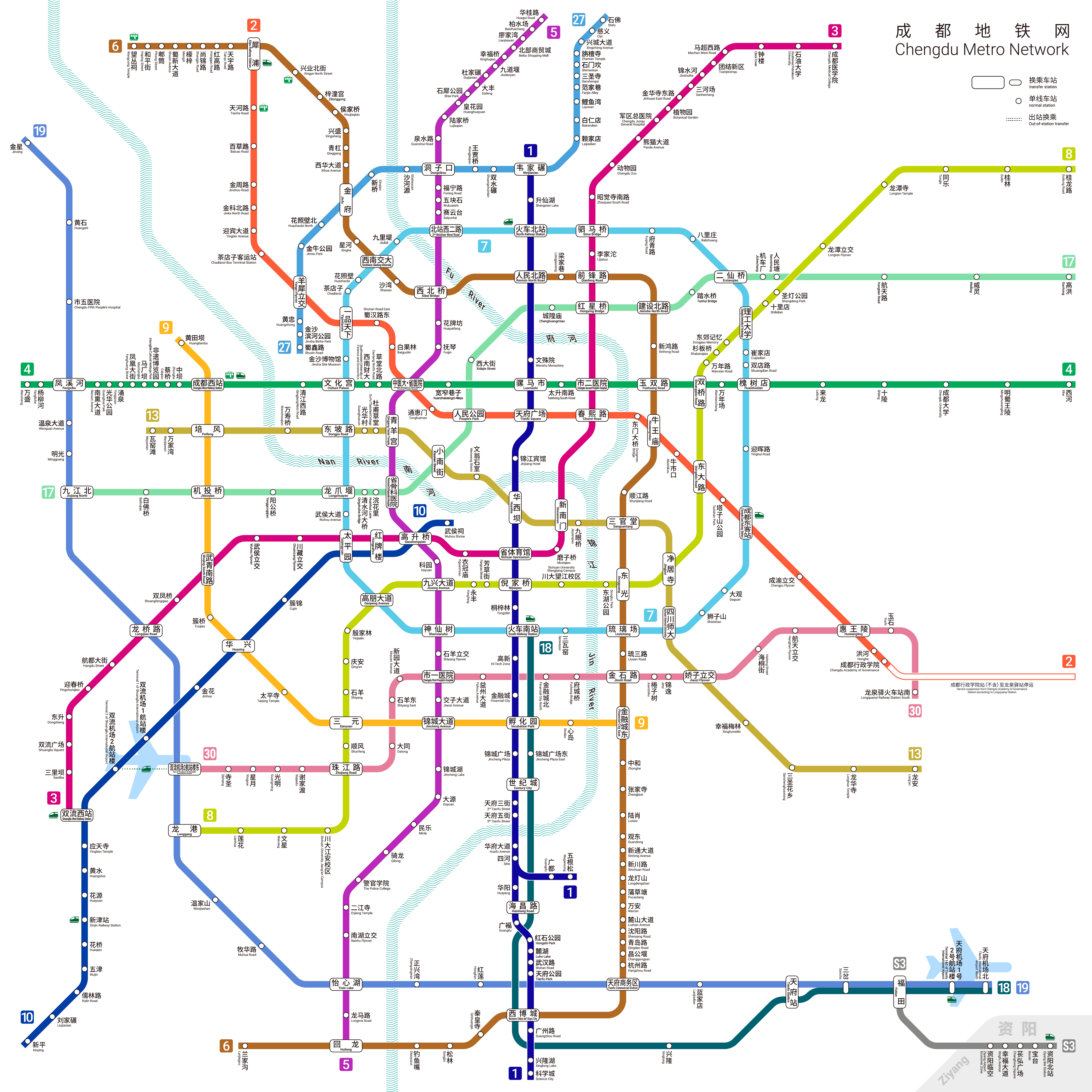
El Metro de Chengdu también sirve el aeropuerto

Ver fuente y consulta Wikidata.